# 海普雷里鎮區 (密蘇里州韋伯斯特縣)
海普雷里鎮區（英語：High Prairie Township）是位於美國密蘇里州韋伯斯特縣的一個行政鎮區。

## 地方資料
海普雷里鎮區的面積為124.80平方千米，當中陸地面積為124.67平方千米，而水域面積為0.13平方千米。根據2020年美國人口普查的數據，當地共有人口1306人，而人口密度為每平方千米10.46人。